# Androgenrezeptor
Der Androgenrezeptor (AR) ist ein Steroidrezeptor in Wirbeltieren, der durch die Bindung der androgenen Steroidhormone Testosteron oder Dihydrotestosteron aktiviert wird. Er zählt als NRS 34 zur Superfamilie der nukleären Rezeptoren.
Der Androgenrezeptor ist ein Transkriptionsfaktor, der bei Männern während des gesamten Lebens für die Ausprägung des männlichen Erscheinungsbilds und Verhaltens sorgt, besonders während der Entwicklung des Embryos und der Pubertät. Mutationen im AR-Gen können zum Verlust der Bindungsfähigkeit des AR an die Androgene oder anderer Bindungspartner führen, was wiederum die Ursache mehrerer erblicher Erkrankungen ist wie:
- Androgenetischer Haarausfall
- Androgenresistenz
- Spinobulbäre Muskelatrophie Typ Kennedy

Das AR-Gen ist auf dem X-Chromosom lokalisiert, das heißt Frauen sind Überträgerinnen, bei genetischen Männern (die allerdings bei vollständiger Androgenresistenz phänotypisch Frauen sind) bricht die Krankheit aus, da sie nur ein X-Chromosom besitzen.
Der Androgenrezeptor wird beim Menschen in den meisten Gewebetypen produziert. Die trotzdem sehr unterschiedliche Aktivität ist auf eine Unzahl von Proteinen zurückzuführen, die als Coaktivatoren oder Corepressoren des Rezeptors wirken. Die Androgen Receptor Mutation Database listet momentan 71 solcher Proteine sowie Chaperone und andere Transkriptionsfaktoren, die mit AR assoziiert sind.